# Національна премія України імені Тараса Шевченка — лауреати 2024 року
Список лауреатів Національної премії України імені Тараса Шевченка за 2024 рік
Указом Президента України № 143/2024 від 5 березня 2024 року на підставі подання Комітету з Національної премії України імені Тараса Шевченка була присуджена премія 2024 року.
| Номінація                              | Лауреат | твір |
| -------------------------------------- | --- | --- |
| Література                             | Лазуткін Дмитро Михайлович, поет | Книга поезій «Закладка» |
| Література                             | Чорногуз Ярина Ярославівна, поетеса | Книга поезій «[dasein: оборона присутності]» |
| Публіцистика, журналістика             | Малолєтка Євген Костянтинович, Чернов Мстислав Андрійович, Степаненко Василиса Іллівна, журналісти                                               | Серія журналістських матеріалів про облогу Маріуполя (репортажі, фото та відеорепортажі, розслідування та фільм «20 днів у Маріуполі»)                                     |
| Літературознавство і мистецтвознавство | — | — |
| Музичне мистецтво                      | Джамаладінова Сусана Алімівна (Джамала), артистка                                                                                                | Альбом «Qirim» |
| Музичне мистецтво                      | Цепколенко Кармелла Семенівна, композиторка | Кантати «Читаючи історію» за поезією Оксани Забужко, «Звідки ти, чорна валко, пташина зграє?» за поезією Сергія Жадана, Дуель-Дует для скрипки та контрабаса, Симфонію № 5 |
| Театральне мистецтво                   | Уривський Іван Сергійович, режисер-постановник, Овсійчук Тетяна Володимирівна, художниця-постановниця, Карпенко Сусанна Євгеніївна, хормейстерка | Вистава «Конотопська відьма» за повістю Григорія Квітки-Основ'яненка Національного академічного драматичного театру імені Івана Франка.                                    |
| Кіномистецтво                          | — | — |
| Візуальне мистецтво                    | Єрмоленко Андрій Іванович, художник | Серія художніх робіт «Ukrainian resistance // Український опір» |

Розмір Національної премії України імені Тараса Шевченка на 2024 рік склав 429 тисяч гривень кожна.